# Psonic Psunspot
Psonic Psunspot är ett musikalbum av XTC, lanserat under deras pseudonym The Dukes of Stratosphear 1987 på skivbolaget Virgin Records. Gruppen släppte 1985 minialbumet 25 O'Clock under samma alias och liksom på det albumet är gruppen här kraftigt inspirerad av 1960-talets psykedeliska musik av exempelvis The Beatles, Pink Floyd, The Beach Boys och The Hollies. "You're a Good Man Albert Brown (Curse You Red Barrel)" släpptes som singel från albumet.

## Låtlista
(låtar utan angiven upphovsman skrivna av Sir John Johns, pseodonym för Andy Partridge)
1. "Vanishing Girl" (The Red Curtain, pseodonym för Colin Moulding) - 2:45
2. "Have You Seen Jackie?" - 3:21
3. "Little Lighthouse" - 4:31
4. "You're a Good Man Albert Brown (Curse You Red Barrel)" - 3:39
5. "Collideascope" - 3:22
6. "You're My Drug" - 3:20
7. "Shiny Cage" (Curtain) - 3:17
8. "Brainiac's Daughter" - 4:04
9. "The Affiliated" (Curtain) - 2:31
10. "Pale and Precious" - 4:54